# Уляндыкуль
Уляндыкуль или Уляндекуль (баш. Үләндекүл) — бессточное озеро в междуречье Худолаза и Большого Кизила на северо-востоке Баймакского района Башкортостана. Располагается на границе Кусеевского и Мукасовский сельсоветов, в 9 км к северу-востоку от села Туркменево 1-е, на высоте 415,4 м над уровнем моря. Подвержено зарастанию. Южные и восточные берега заболочены. Название в переводе с башкирского языка — «травянистое, зарастающее озеро».
Длина — около 1,8 км, средняя ширина — до 600 м, максимальная глубина — около 3 м.
Колебания уровня воды в озере имеют большую амплитуду, так как Уляндыкуль располагается в степной зоне с засушливым климатом.
Озеро тектонического происхождения; котловина овальная, вытянута субмеридионально. Питается атмосферными осадками. Побережье занято камышом озёрным, осоками, рогозом узколистым, тростником обыкновенным и другие. В озере водится карась. Останавливаются дикие гуси, утки, журавли, лебеди.